# Площадь Балтфлота
Пло́щадь Ба́лтфло́та — площадь в Василеостровском районе Санкт-Петербурга. Находится на Морской набережной (перед домом 18 по улице Кораблестроителей).

## Название
Наименование площадь Балтфлота получила 28 мая 1979 года в связи с тем, что «в художественно-монументальном оформлении площади увековечивается подвиг кораблей и соединений Балтфлота в годы Великой Отечественной войны», в ряду других улиц района посвященных морской тематике.

## Достопримечательности

### Жилой дом (Морская набережная, дом 17)
Жилой дом построен на насыпи в 1987—1989 годах.

### Колледж судостроителей (улица Кораблестроителей, дом 18)
ПТУ Балтийского завода - ПТУ № 30 или Профессиональное училище № 14. ПТУ начало работу в этом здании в 1978 году.

### Памятник крейсеру «Киров»
Памятник крейсеру «Киров» установлен в память о подвиге Краснознамённого крейсера «Киров» и его экипажа в годы Великой Отечественной войны и блокады Ленинграда. Памятник открыт 30 сентября 1990 года, создан по проекту архитекторов М.В. Круглова, В.Н. Соколова, А.Б. Королькова, В.А. Реппо. Памятник представляет из себя фрагменты крейсера «Киров»: сохранившиеся артиллерийские установки главного калибра, сбоку расположены два якоря, а также фрагмент крейсерской орудийной ленты. С другой стороны от центральной композиции расположены два ходовых винта крейсера «Киров».

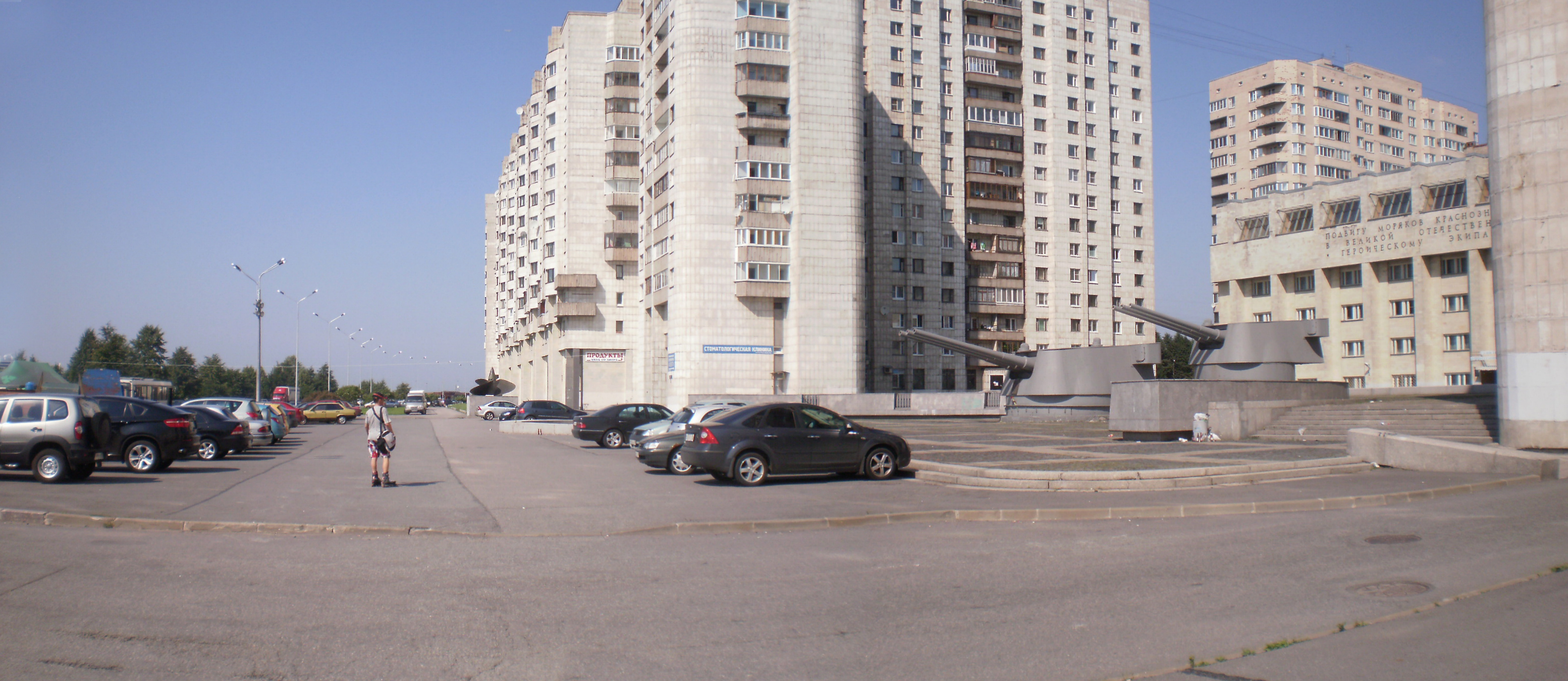
Памятник «Кирову» на фоне жилого дома
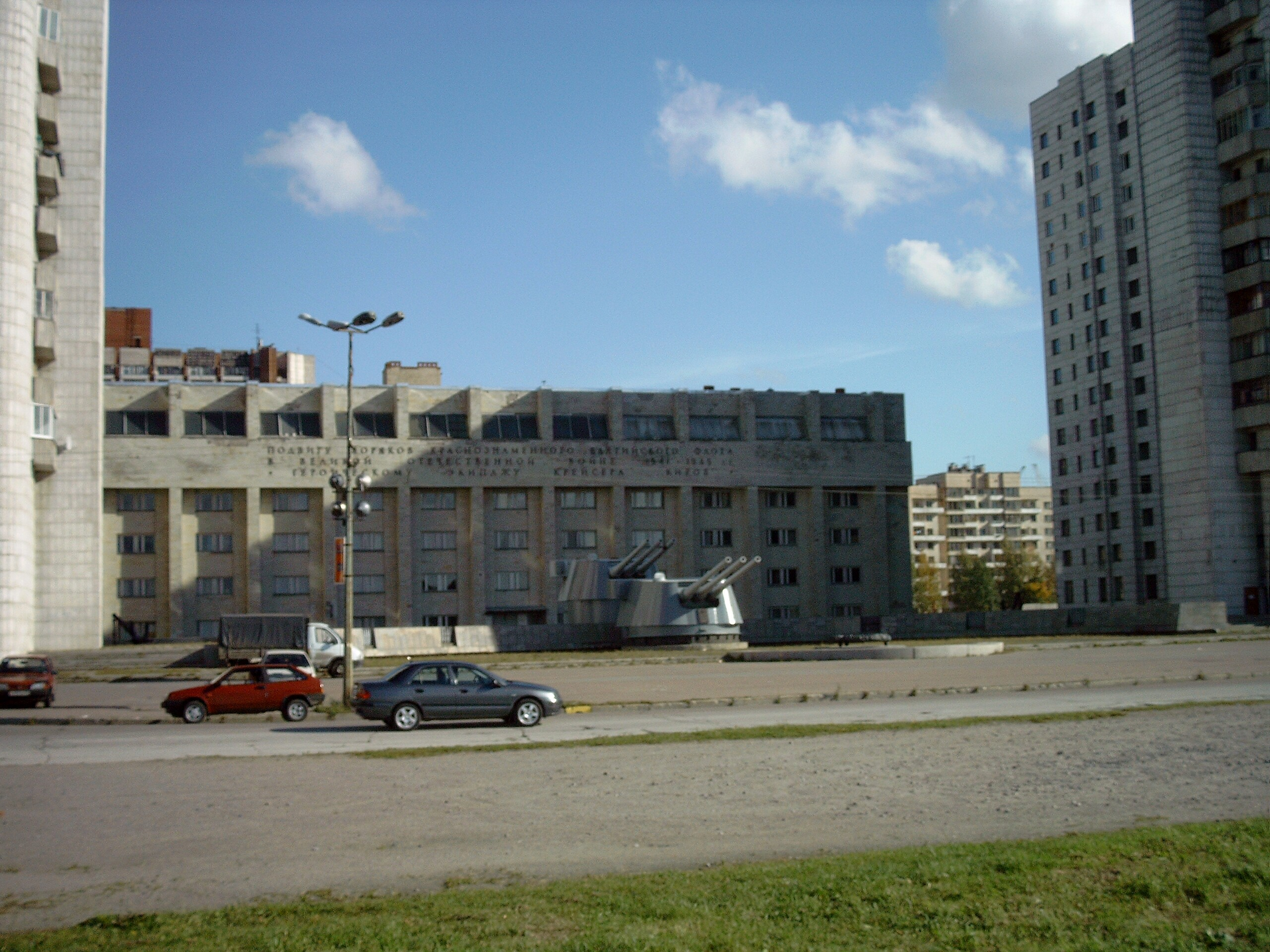
Колледж судостроителей
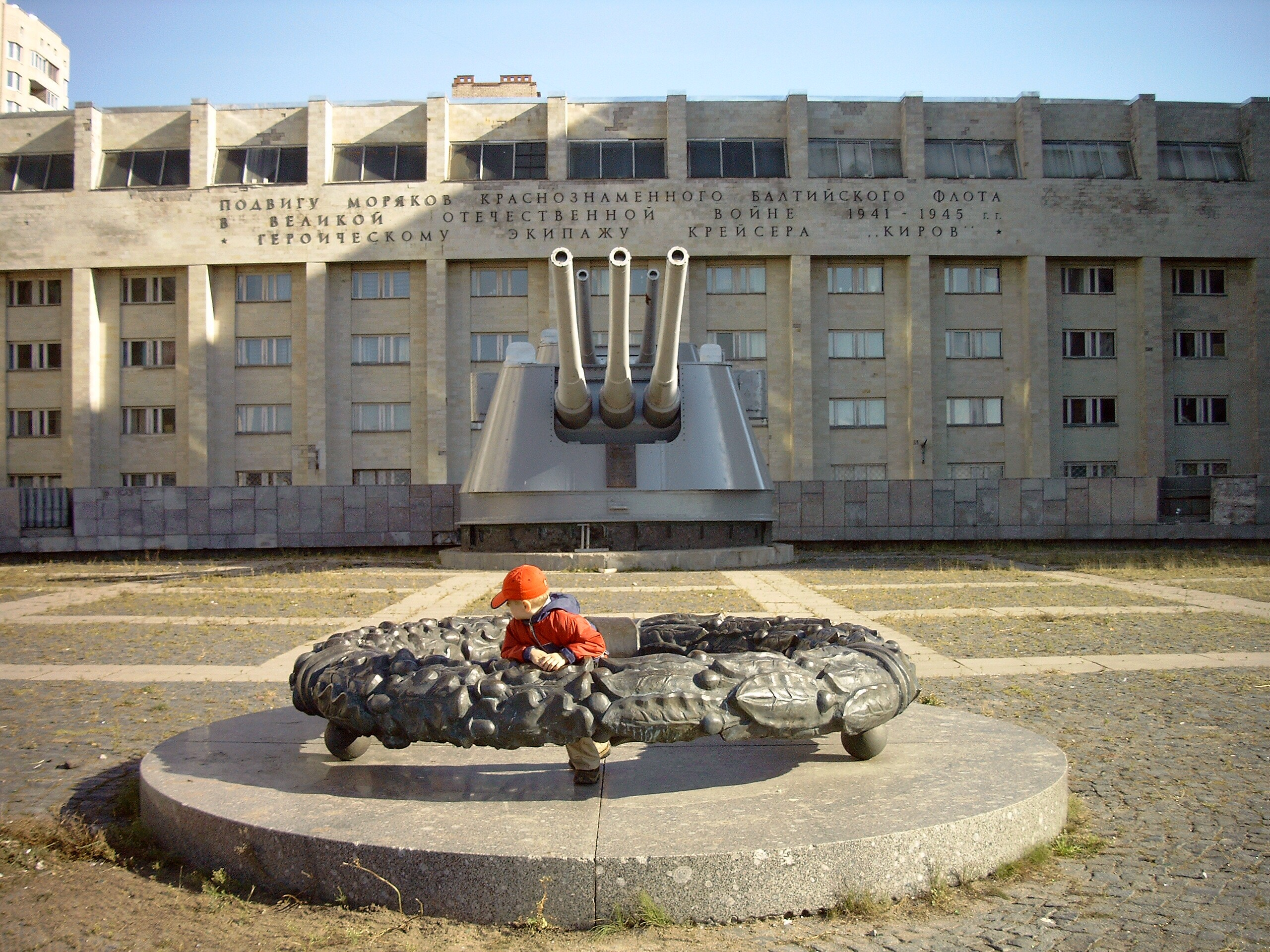
Памятник крейсеру «Киров»
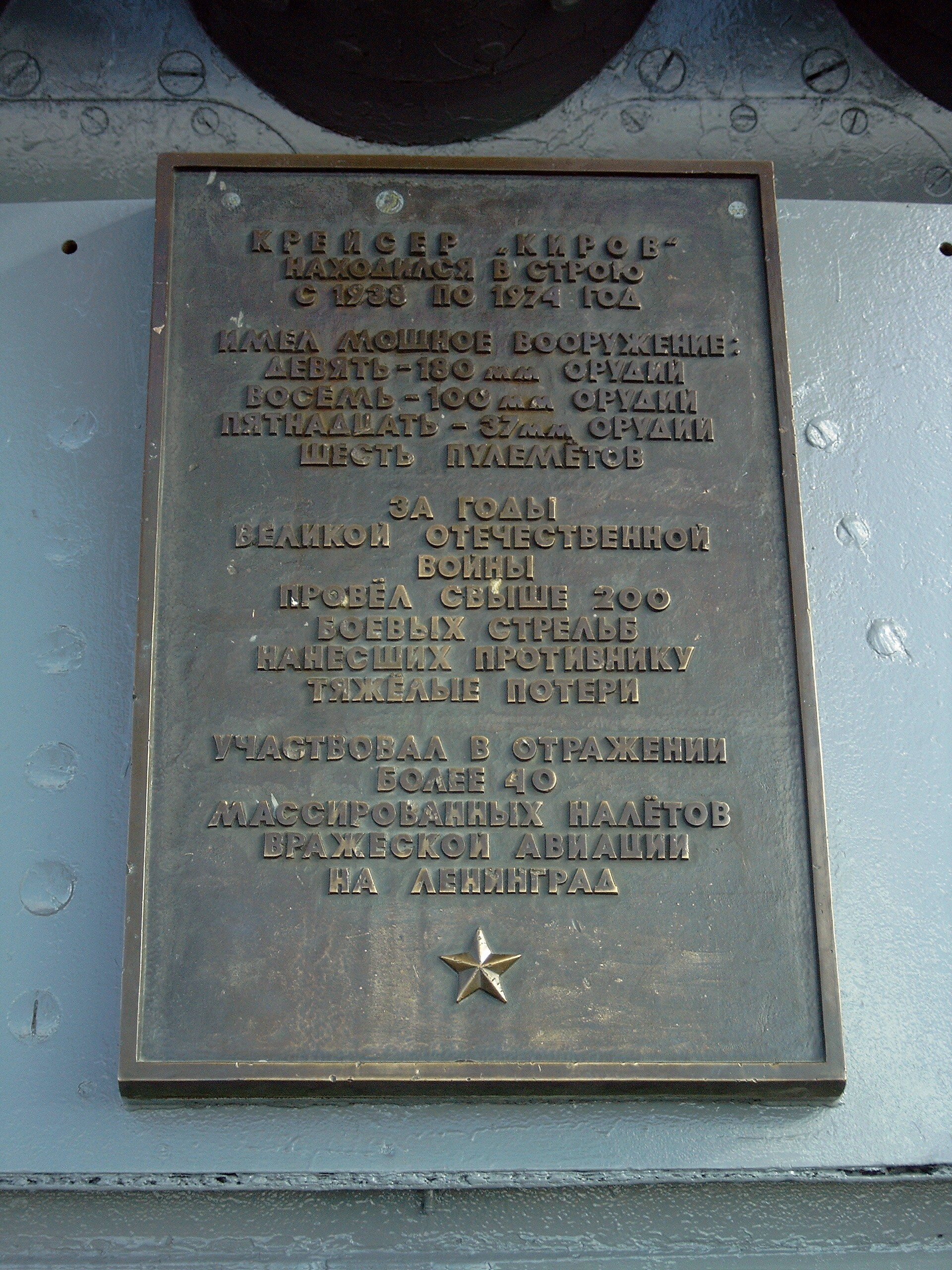
Памятник крейсеру «Киров»

## Транспорт
Ближайшая станция метро:  «Приморская» (пешком до площади примерно 2 км).
Около площади есть остановка общественного транспорта «Площадь Балтфлота»: автобусы 100, 158, 220, 261.